# 短冠龙族
短冠龙族（学名：Brachylophosaurini）是鸭嘴龙科栉龙亚科的一个族，材料来自于北美和潜在的亚洲。它至少含有四个分类单元：始无冠龙（来自蒙大拿州和犹他州）、短冠龙（来自蒙大拿州和亚伯达省）、慈母龙（蒙大拿州）和原短冠龙（同样来自于蒙大拿州）。一属来自阿穆尔河／黑龙江流域的鸭嘴龙类乌拉嘎龙可能也是该族成员，但存在争议。该分类群由特里·盖茨（Terry A. Gates）和其同僚建立于2011年，他将这一演化支定义为：“所有比格里芬龙或栉龙更接近短冠龙、慈母龙或始无冠龙的鸭嘴龙类”。